# Петроградская детская питательная колония
Петрогра́дская детская питательная колония — детская колония, созданная изначально, как две группы (колонии), направившиеся в летний детский санаторий в мае 1918 года на Урал, и, в результате смещения фронтов Гражданской войны, вынужденная перемещаться из изначально запланированного размещения, совершив кругосветное путешествие и вернувшись в Петроград в декабре 1920 года — январе 1921 года.

## История
Весной 1918 года у организации, формально уже распущенной Советской властью, Петроградской Областной Организации Союза Городов возникло предложение жителям Петрограда с детьми, после уже прошедшей голодной зимы, отправить их детей в рамках «детских питательных колоний» на три месяца на Урал.
К маю, из около 1000 набравшихся детей, были сформированы две таких колонии. Первая с 475 детьми уехала на восток 18 мая в санитарном поезде 101 и была остановлена восставшим, за день до этого, Чехословацким корпусом, захватившим Челябинск. Из-за того, что один из воспитателей был чехом по национальности, знавшим чешский язык, в регион контролирующийся корпусом была пропущена не только первая, но и вторая колония, включавшая в себя 293 ребёнка, прибывшая в регион неделю спустя. Первая колония была размещена в Миассе, а вторая, вышедшая в 20-х числах мая — в санатории Курьи. Детей разместили на дачах. Начальниками первой колонии были Христина и Павел Вознесенские.
Осенью стало ясно, что путь назад для колоний отрезан, так как ещё в августе Белая армия захватывает эту территорию, а отступавшая Красная армия подрывает железнодорожные мосты. Инфляция уничтожает оставшиеся сбережения воспитателей колоний, а самих колонистов в августе начали выселять. В это же время ПООСГ отправила двух отцов детей: Валерия Львовича Альбрехта, виолончелиста, ответственного за Русский музей, как главного, Ивана Петровича Пржевоцкого, большевика, и шведского пастыря Вильгельма Сарве, как представителя Международного Красного Креста по просьбе Советской власти, по направлению перемещения детских колоний в надежде на то, что им удастся вернуть детей через линии фронтов. 12 октября они выехали из Москвы в направлении к детям через фронт.

## Разделения колонии
Из колонии Миасса осенью дети разделились, около 70-ти детей оказались в Петропавловске, часть в Ирбите и около 20 детей в Екатеринбурге, где их и нашли посланники ПООСГ, посетив все 9 колоний, в которых дети на тот момент располагались. Поняв, что вывезти детей не получится из-за тяжёлых условий в дороге, посланники ПООСГ пытаются обеспечить их тёплой одеждой и выходят на связь в Екатеринбурге с Альфредом Сваном, петербуржцем и представителем вначале YMCA. Тот затем, связавшись в Омске с Райли Алленом, другим представителем Американского Красного креста, и получив от него снабжение, уже как представитель АКК, обязуется посланцам ПООСГ снабжать все колонии детей продуктами. Вслед за этой договорённостью, посланцы ПООСГ вернулись в Петроград.
Альфред Сван, вместе с женой Катей, организуют снабжение колоний, а затем, в связи с продвижением Красной армии и приближении фронта, из-за опасности для детей, собирают все колонии в одну и везут их к белому генералу Каппелю, о помощи которого в её перевозе в Тургояк договорился Американский Красный крест. Оттуда вся колония на трёх эшелонах, предоставленных Алленом, по Транссибирской железной дороге едет во Владивосток. Где-то в процессе этого пути Сваны покидают колонию из-за сообщения о болезни отца Альфреда.
Райли Аллен встречает колонистов уже во Владивостоке летом 1919 года, как глава Американского Красного Креста. Там колонию снова разделили на две. Одну часть разместили на Русском острове, а вторую — на севере города рядом со станцией Вторая речка. Барл Брэмхолл отвечал за бюджет колоний. Ответственная по хозяйственной части колонии стала Ханна Кэмпбелл (прозванная «Мамаша Кэмпбелл») — американка с норвежскими корнями, знавшая русский, которая организовала в колониях движение скаутов и движение сестёр милосердия. Перед колонистами выступала певица Черкасская.

## Распад колонии
Были приготовления отправить детей обратно в Петроград, но 1 апреля 1920 года Американский экспедиционный корпус отзывается из России вместе с Американским Красным Крестом. Это совпадает с захватом Владивостока 5 апреля Императорской японской армией, которая взрывает мосты внутрь континента и сорвала попытки зафрахтовать корабль для колонии.
В результате Аллен обратился к Рудольфу Тойслеру, который за день нашёл сухогруз для перевоза «Йомей Мару» под руководством капитана Матоци Каяхара. Сухогруз под флагом Японии и Американского Красного Креста в июле 1920 года забрал детей колонии и по совету врачей Американского Красного Креста 12 июля берёт курс на японский порт Муроран на острове Хоккайдо, где через день колонисты встретились с японскими школьниками.
Через день корабль выходит в направлении Сан-Франциско и достигает его в начале августа. После посещения города 6 августа корабль вышел к Панамскому каналу. В канал он зашёл 19 августа. 28 августа пароход вошёл в порт Нью-Йорка. Колонистов разместили в Форт Уодсворт, а президент Вудро Вильсон прислал им письмо с приветствием.
Изначально Американский Красный Крест планировал довезти колонистов во Францию, а потом уже думать, как довезти их в Петроград. Но активные действия колонистов, советского неофициального посла и пробольшевистские газеты вынуждают Американский Красный Крест направить корабль под американским флагом в направлении Петрограда.
Спустя четырнадцать дней после отплытия корабль остановился в Бресте и продолжил путь дальше к Балтийскому морю. Из-за заминирования Финского залива движение корабля было замедлено и он пришвартовался в Гельсингфорс в порте Койвисто. Затем корабль вернулся через Копенгаген в Японию. Детей вначале разместили в посёлке Халила, а затем, группами, через пограничный пункт на реке Сестре вернули в Петроград.
Как минимум, трое детей погибли от болезней и несчастных случаев в процессе путешествия, несколько родителей умерли до возвращения детей.

## Дальнейшая судьба детей
Одна девочка была удочерена семьёй Кэмпбелл. Несколько участников кругосветного перехода погибли впоследствии во времена Большого террора или пострадали от него.
Вначале колонисты издавали рукописный журнал и встречались на танцы с собственным оркестром. В период НЭПа вышло несколько статей в газетах и книг о событиях произошедших с колонией.
В следующий раз большинство колонистов встретились спустя около 50 лет в мае 1973 года по официальному приглашению в СССР на встречу с Барлом Брэмхолла.

## Внешние источники
- Автобиография Матоци Каяхарэ
- Джейн Сван «Потерянные дети», 1989
- Документальный фильм «Миссия» 1989 года
- Над нами Красный крест — Сайт созданный по инициативе сообщества потомков участников событий и Центральной Городской Детской Библиотеки им. А. С. Пушкина при поддержке Генерального консульства США в Санкт-Петербурге Архивная копия от 27 октября 2021 на Wayback Machine
- Путешествие вокруг света в 919 дней Архивная копия от 14 августа 2021 на Wayback Machine
- Как детей всем миром спасали: культурно-просветительский проект Архивная копия от 10 октября 2021 на Wayback Machine
- BBC News:Подкаст «Пассажиры Йомей Мару» Архивная копия от 10 октября 2021 на Wayback Machine
- Никитин, Сергей Анатольевич, «Как квакеры спасали Россию», Москва, 2020
- Разное